# رینولدز ۱۲۷۷۶
سیارک ۱۲۷۷۶ (به انگلیسی: 12776 Reynolds، نامگذاری:1994PT31) دوازده هزار و هفتصد و هفتاد و ششمین سیارک کشف شده‌است که در ۱۲ اوت ۱۹۹۴ کشف شد.
قدر مطلق سیارک برابر ۱۷.۰ است.